# Brothers in Arms: Hell's Highway
Brothers in Arms: Hell's Highway è uno sparatutto tattico sviluppato da Gearbox Software e distribuito da Ubisoft. È il terzo episodio della serie Brothers in Arms, dopo Road to Hill 30 e Earned in Blood ed è ambientato durante la seconda guerra mondiale nei Paesi Bassi, nel corso dell'Operazione Market Garden. Il protagonista è lo stesso di Road to Hill 30, l'appena promosso Staff Sergeant Matt Baker del Plotone Aviotrasportato da Ricognizione della 101ª Aviotrasportata statunitense. Il gioco è stato distribuito per Xbox 360, PS3 e PC a settembre 2008.

## Contesto storico
Il gioco è basato su uno dei più ambiziosi piani intrapresi dagli alleati nel corso della seconda guerra mondiale: quello dell'operazione Market Garden, ideato dal generale britannico Bernard Montgomery. Il piano fu di lanciare il 17 settembre 1944 nei Paesi Bassi tre divisioni paracadutiste, due americane (l'82ª e la 101ª Divisione Aviotrasportata statunitense) insieme alla 1ª Divisione Aviotrasportata britannica ed in seguito alla 1ª Brigata paracadutisti indipendente polacca per conquistare delle città chiave e i loro ponti, ponendo fine alla guerra entro Natale; secondo il piano i ponti conquistati servivano per far passare le unità del XXX Corpo d'armata britannico, sino a farlo ricongiungere con la 1ª Aviotrasportata britannica ad Arnhem e poi attraversare il Reno ed entrare in Germania. Secondo l'intelligence, gli alleati non avrebbero dovuto affrontare strenue resistenze, ma il fato volle che incontrassero le ingenti forze tedesche del II. SS-Panzerkorps, della 15ª Armata e la 1ª Armata Paracadutisti, che non solo resistettero e stroncarono definitivamente la riuscita dell'operazione, ma capovolsero le sorti della battaglia, facendola quasi diventare un "piano di salvataggio" per gli Alleati, e determinarono quella che verrà poi conosciuta e studiata come una delle più grandi vittorie del Terzo Reich. L'operazione ebbe fine il 27 settembre 1944.
Inquadrata in questo contesto, la storia vede lo Staff Sergeant Matthew Baker, assegnato all'unità speciale di ricognizione della 101ª, passare con i suoi uomini a conquistare Eindhoven e Veghel.

## Personaggi
- S/Sgt. Matthew "Matt" Baker: il ventitreenne personaggio giocabile e capo della squadra. Nel corso della storia, sembra che Baker soffra, in seguito alla morte dei suoi commilitoni in Francia, di stress post traumatico. Infatti, ha delle allucinazioni e rivede i soldati con cui ha combattuto e che sono stati uccisi in azione. Nel capitolo "La tana del coniglio" Hartsock guarda esterrefatto Baker mentre spara contro il muro della struttura ospedaliera, perché in quell'attimo gli era sembrato di vedere dei tedeschi con le pistole puntate sulla sua testa. Verso la fine del gioco, Baker sarà tormentato dalle continue visioni del soldato Kevin Legget, che biasima tutta la sua carriera e tutte le morti che sono servite a mantenerlo in vita, ma con un grande sforzo di volontà riuscirà a vincerle e sarà capace di controllarsi; sarà anche costretto a rivelare agli altri il segreto che si cela dietro la morte di Allen e Garnett, del quale era a conoscenza anche, "Mac" Hassay e Dawson.
- S/Sgt. Joe "Red" Hartsock: è uno dei migliori amici di Baker. Nel primo capitolo della serie, è il caporale della squadra di fuoco e successivamente viene promosso a sergente. Non spetta più a Baker guidarlo, ma Red lo aiuterà e farà la sua comparsa con la squadra in alcuni punti del gioco. Viene ferito gravemente da un mortaio tedesco e tornerà, paralizzato per tutta la vita, a casa dalla sua famiglia; lascia quindi il suo posto a Paddock. Usa un M1A1 Thompson o un B.A.R. M1918.
- Cpl. Franklin Paddock: proveniente dal Kansas, è il capo della squadra di assalto comandata da Red nel secondo capitolo della serie. Salva la vita a Baker durante lo scontro con il cecchino che aveva ucciso il tenente colonnello Cole. Paddock prenderà successivamente il posto di Hartsock come comandante della seconda squadra. È sempre in conflitto con il soldato Roselli e con la sua jeep.
- Cpl. Sam Corrion:il ventiseienne Sam è il capo della squadra di assalto. Era in Normandia con Baker e Hartsock e con suo disappunto è ancora caporale. Quando era civile comandava una squadra in una segheria e ritiene che sia migliore dei suoi compagni, se solo gli dessero la possibilità; nel momento in cui vede svanire davanti ai suoi occhi l'opportunità di diventare sergente, avendo Baker deciso di promuovere Paddock per rimpiazzare Hartsock, non ripone più fiducia nel suo capo-squadra. Viene gravemente ferito al petto da un proiettile vagante nel capitolo Hell's Highway, ma sarà rimesso in sesto dai medici e nell'ultima sequenza, dopo aver scoperto in un crescendo di rabbia cosa fosse accaduto ai soldati Allen e Garnett, dirà che non combatterà mai più insieme a Baker, il quale non aveva rivelato la cosa a nessuno, nemmeno ai suoi amici più fidati. È armato di un M1A1 Thompson.
- Pfc. Dean "Friar" Winchell:un membro della squadra di assalto di Red. Nonostante fosse spesso presente in Earned in Blood, dato che lui fa parte della squadra di Hartsock lo si vede ben poco nel gioco. Spesso è intento a discutere o a riprendere Paddock, infatti nel prologo lo smaschera mentre barava a carte e nella sequenza iniziale del capitolo "Venerdì Nero" gli dà uno scappellotto per le sue allusioni al dito mancante di Red. La sua morte viene predetta da Paddock: viene ucciso da un colpo di mortaio tedesco la cui esplosione coinvolgerà anche Hartsock, Campbell e Baker.
- Pfc. James Marsh:un membro della squadra fuoco di Red. Nel corso di un'imboscata, verrà ucciso da un cecchino tedesco.
- Cpl. Jacob Campbell: viene introdotto nel secondo capitolo della serie come il capo della squadra fuoco di Hartsock. In una scena del gioco, si chiede come Paddock abbia potuto prevedere l'imboscata che avrebbe portato alla morte di Marsh. In seguito è coinvolto, insieme a Friar, Baker ed Hartsock, all'esplosione di un colpo di mortaio nemico che farà crollare un intero edificio: sopravvive, ma viene ferito gravemente alla gola.
- Pvt. Frank "Beans" LaRoche: unico rimpiazzo della squadra di Baker. Non ha mai combattuto prima d'ora, ma ha superato brillantemente l'addestramento e se la cava con la maggior parte delle armi da fuoco; usa un M3 e fa parte della squadra di assalto. Si innamora di una ragazza olandese di Eindhoven conosciuta durante la parata. Cercherà di salvarla più tardi dal bombardamento della città facendola fuggire e rifugiarsi in un ospedale abbandonato; ella verrà purtroppo uccisa sotto lo sguardo del sergente, ma all'insaputa di Franky. Quando Baker troverà Franky in fin di vita, ferito gravemente al petto da una mitragliata, e questi gli chiederà come stesse la ragazza, Baker, per non ferire i sentimenti del soldato morente, mentirà, ma Franky lo chiamerà bugiardo immaginandosi l'accaduto. A questo punto arriverà Hartsock il quale, dopo aver ucciso un tedesco che stava per attaccare alle spalle Baker, assisterà insieme a quest'ultimo alla morte del ragazzo appena un istante prima che un repentino crollo del soffitto lo seppellisca in mezzo alle macerie.
- Pfc. Mike Dawson: utilizza una Carabina M1A1 e fa parte della squadra di assalto, è un ex-esploratore del 502º Reggimento in Normandia ed una faccia nuova nella squadra di Baker; ha una personalità molto misteriosa e l'accento britannico. Essendo affascinato dalle storie di Baker ed Hartsock durante la campagna in Francia la squadra lo ha emarginato, poiché preferisce dimenticare quei tristi fatti. Si adira molto quando scopre che un soldato inglese aveva trovato ed indossato la maglietta di Frank. Nel gioco non lo si vede mai indossare l'elmetto.
- Pfc. Jack Courtland: è una testa calda che si è arruolato nei paracadutisti solo per avere gloria e per rimorchiare ragazze francesi con le sue storie. L'euforia di diventare eroe però gli è scomparsa una volta arrivato in Normandia e ora vuole solo tornare a casa e combattere a fianco del 101º è l'unico modo per riuscirci. Fa parte della squadra di assalto e usa un M1A1 Thompson.
- Cpl. Thomas "Zano" Zanovich: è il più anziano della squadra e viene perciò chiamato il "vecchietto", Zanovich prima di arruolarsi nell'Esercito degli Stati Uniti faceva parte della Legione Straniera Francese. Anche se ha visto tantissime battaglie è una persona positiva con la voglia di scherzare anche nei momenti meno appropriati. Comanda la squadra di soppressione e usa un B.A.R. M1918.
- T/5 Nathan Holden: è il nuovo marconista del plotone (il precedente era Kevin Leggett, caduto il 13 giugno 1944 sulla collina 30), compito che per lui è perfetto. Si preoccupa sempre di tattica e comunicazioni e mette in dubbio molte volte gli ordini o i modi di fare della squadra. Tuttavia i compagni non lo prendono molto sul serio, dato che raramente applica la logica quando le cose vanno male. È armato di un  M1 Garand.
- Pfc. Dale "Kid" McCreary:è un veterano della Normandia ed un membro della squadra di soppressione. Per via del suo aspetto da ragazzino è soprannominato dagli altri "Kid" cioè ragazzo, ma questo suo soprannome è stato rimpiazzato dall'arrivo di Franky. Usa un M1 Garand.
- Pfc. Gary Jasper: è il capo sia della squadra MG, sia di quella Bazooka. Porta con sé una Browning M1919 calibro 30 o, a volte, un Bazooka che ha chiamato Stella, proprio come la sua fidanzata. Ama scherzare. È lui che ha dipinto i nomi e le frasi sulle jeep.
- Pfc. Timothy Connor: è l'assistente di Jasper; infatti, è incaricato di portare le munizioni per le sue armi. Ha un pacchetto di sigarette che è tenuto fermo dall'elastico legato al suo elmetto.
- Pfc. James "Jimmy" Roselli:è un rimpiazzo della squadra di soppressione di Hartsock e usa un B.A.R. M1918. Come Connor, anche Roselli ha un pacchetto di sigarette legato con l'elastico all'elmetto. È spesso in conflitto con Paddock che lo schernisce della sua discendenza italiana chiamandolo "Mussolini".
- 1st Sgt. Greg "Mac" Hassey:appare in un cameo ed è sopravvissuto alla ferita avuta a Carentan, visto in Earned in Blood. È stato promosso a primo sergente, ma il suo ruolo nel 502º PIR è sconosciuto. Utilizza un M1A1 Thompson.
- Comandante di carro Redwood: il giocatore veste i panni dell'irlandese Redwood nelle missioni in cui ha il compito di guidare un Firefly di un reparto corazzato britannico.
- Lt. Col. Robert G. Cole:un personaggio realmente esistito, è l'unico militare ad aver ricevuto la Medal of Honor durante la campagna in Normandia. Muore ucciso da un cecchino tedesco durante l'operazione Market Garden.
- Col. Robert F. Sink: anche lui è stato un personaggio realmente esistito. È stato il comandante in capo del 506° PIR. Nella versione inglese è doppiato dall'ex Cpt. Dale Dye, il quale aveva interpretato Sink stesso in Band of Brothers - Fratelli al fronte.

## Modalità di gioco
Il gioco, in questo aspetto, è sostanzialmente uguale rispetto a quanto visto negli episodi precedenti, ma propone anche novità come l'aggiunta di due nuovi tipi di squadre (una dotata di Browning M1919 calibro 30 ed un'altra di bazooka) efficaci per il fuoco di soppressione o per colpire mezzi corazzati e soldati dietro ripari. È stata aggiunta la possibilità di andare in copertura dietro oggetti, muri ecc., come nel gioco Rainbow Six: Vegas, in cui la visuale cambia dalla prima alla terza persona e si ha la possibilità di scoprire i nemici senza esporsi al fuoco. L'IA è stata migliorata (i nemici, sebbene intraprendano pochi assalti nel corso del gioco, sono infatti più abili nel compiere manovre difensive). È presente un motore fisico, inesistente nei precedenti episodi, capace di far distruggere o spostare qualsiasi cosa venga colpita dai proiettili (compresi i malcapitati uccisi, ad esempio, da una granata).

## Critica specializzata
Il gioco è stato oggetto di più recensioni, venendo accolto abbastanza bene dalla critica che, però, non ha mancato di far notare i difetti principali del gioco, quali l'ottimizzazione non eccellente dell'Unreal Engine 3 ed una modalità multiplayer da evitare.
| Pubblicazione               | Voti                                                      |
| --------------------------- | --------------------------------------------------------- |
| Official Xbox Magazine U.S. | 90%                                                       |
| Gamespot                    | 8.5                                                       |
| GameTrailers                | 8.3                                                       |
| Xbox Magazine UK            | 80%                                                       |
| Game Rankings               | 77%                                                       |
| Metacritic                  | 76% (versione Xbox 360/PlayStation 3) - 81% (versione PC) |
| IGN                         | 76%                                                       |
| Eurogamer                   | 70%                                                       |
| Xbox Magazine Ufficiale     | 7                                                         |

## Adattamento letterario
Brothers in Arms: Hell's Highway è un romanzo scritto dall'ex colonnello dell'United States Army John Antal che ha anche supervisionato il videogioco.
Il libro narra gli eventi precedenti a quelli del gioco ed è scritto in terza persona, inoltre racconta le battaglie sia dal punto di vista delle truppe americane, irlandesi, olandesi e dal punto di vista dei tedeschi.